# Iglesia de Santa Ana (Ciudad de México)

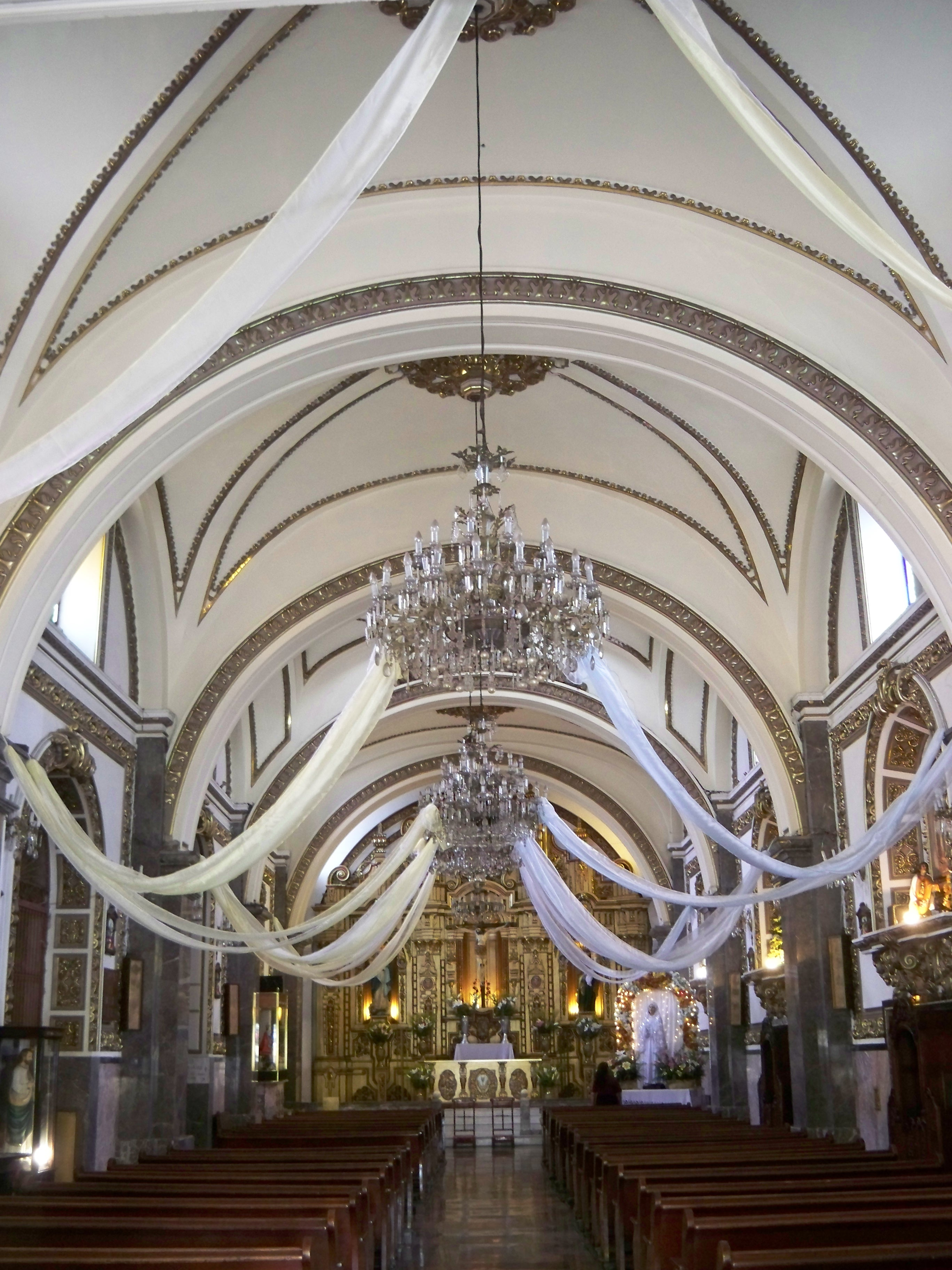
Interior del Templo

La iglesia de Santa Ana es un templo ubicado en el barrio de Peralvillo en la Delegación Cuauhtémoc de la Ciudad de México y fue construido a mediados del siglo XVIII. Su fiesta patronal se celebra el 26 de julio.
El lugar donde se ubica tiene su origen en el barrio prehispánico de Atenantitech, el cual pertenecía a la ciudad de Tlatelolco. Después de la conquista fue conocido como Santa Ana Atenantitech, sin embargo desde finales del siglo XVIII hasta la actualidad se le conoce como barrio de Peralvillo. Durante la etapa novohispana fue poblado por indígenas y mestizos que no tenían cabida en la traza española por lo que desde su origen ha sido un barrio popular.
El templo se ubica sobre avenida Peralvillo, la cual era conocida durante el virreinato de Nueva España como calle Real de Santa Ana y era la más larga de la ciudad colonial, ya que no era cortada perpendicularmente por ninguna otra. El nombre de calle real se le daba generalmente a las calles amplias y bien trazadas.

## Historia
No se sabe con exactitud la fecha de su fundación, sin embargo los datos más antiguos sobre su existencia datan del siglo XVI, cuando es mencionada en las crónicas de Francisco Cervantes de Salazar en 1554 y un año después fue representada en el mapa de Uppsala. En 1636 se realizó una división de la ciudad para la creación de nuevas parroquias en la que constaba que la ermita de Santa Ana existía como visita del convento franciscano de Santiago Tlatelolco.

(...) Hay así mismo en el distrito de México las iglesias de Santa Catalina y San Sebastián y Santa Ana. Desde este templo comienza la población de indios de Santiago, donde está la gran plaza que dije.
Francisco Cervantes de Salazar

En 1750 la antigua ermita fue reconstruida y ampliada por los Franciscanos; la obra duró 4 años siendo terminada en 1754 y fue bendecida el 16 de marzo del mismo año por el arzobispo Manuel José Rubio y Salinas.  Finalmente en 1772 el arzobispo Lorenzana la elevó a categoría de parroquia como parte de su reforma parroquial de la Ciudad y el rey Carlos III ordenó al arzobispo que la parroquia de Santiago Tlatelolco fuese suprimida y su territorio pase a la nueva parroquia de Santa Ana.

La proximidad del templo con la Garita de Peralvillo, que marcaba el límite norte de la ciudad y el inicio de la calzada a la Villa de Guadalupe, lo hizo célebre pues fungía como lugar de oración para dar gracias por haber llegado con bien a la ciudad y para pedir protección en el camino cuando salían de ella.
El templo era famoso por ser la sede del recibimiento a los Virreyes en la Ciudad por parte de los regidores y otros funcionarios, esta era conocida como la “segunda entrada”, siendo las primeras las ceremonias que se realizaban en Otumba y Chapultepec por lo que en realidad la del Templo de Santa Ana era la tercera. En este lugar el virrey dejaba su carruaje y lo cambiaba por un caballo con el que entraba a la ciudad, acompañado de los regidores.
La parroquia actualmente es sede de la sociedad católica de los Caballeros de Colón.
Su archivo fue ordenado y catalogado por Apoyo al Desarrollo de Archivos y BIbliotecas de México A.C. en 2019.

## Descripción del templo
El templo está ubicado en dirección de norte a sur con planta de cruz latina, cúpula y linternilla, la fachada es de estilo barroco sobrio, cuenta con dos torres de planta cuadrada, con campanarios de planta octagonal. La portada es de dos cuerpos: El primero consta de dos pilastras flanqueando la puerta de acceso al templo, sosteniendo un arco de medio punto en cuya clave se encuentra la imagen de bulto de Joaquín de Nazaret y en el segundo una base compuesta de dos pilastras y cornisa, flanqueada por dos óculos octagonales que dan luz al coro. Sobre la base se encuentran dos Querubines sobre volutas, y en un nicho aconchado la imagen de Santa Ana de Nazaret sosteniendo a la niña Santa María; están flanqueadas por dos cariátides que portan palmas y sostienen una representación de la Santísima Trinidad rodeando a una venera, y sobre este conjunto una cornisa semicircular. El remate de la fachada es mixtilíneo y en él se aprecia una aprecia una custodia.
En el interior destaca en el ábside un retablo de estilo churrigueresco elaborado a mediados del siglo XX.

## Hechos históricos
- En este templo existía la pila donde según la tradición fue bautizado Juan Diego, la cual posteriormente fue trasladada a Santiago Tlatelolco.

- En 1796 celebró en esta parroquia su primera misa Mariano Matamoros, el héroe insurgente.[7]